# Djalma Batista
Djalma da Cunha Batista (Tarauacá, 20 de fevereiro de 1916 — Manaus, 20 de agosto de 1979.) foi um médico, humanista, administrador, ativistista e  escritor brasileiro. Foi membro da Academia Amazonense de Letras (AAL) e do Instituto Geográfico e Histórico do Amazonas .
Filho de Gualter Marques Batista e Francisca Acioli da Cunha Batista, nasceu em uma pequena localidade no Acre conhecida como Tarauacá onde viveu até 1929 quando se mudou para Manaus e cursou o ensino secundário no tradicional Colégio Dom Bosco até 1933.
Colou grau em Medicina na Bahia, em 1935. Tendo retornado a Manaus em 1939, lá fez sua carreira de médico e posteriormente de escritor.
Colaborou com regularidade na imprensa amazonense, tendo presidido a Academia Amazonense de Letras. Além disso, também foi vice-presidente do Conselho Estadual de Cultura de 1968 a 1972 e diretor do Instituto Nacional de Pesquisas da Amazônia (INPA) de 1959 a 1968.
Em homenagem à sua memória, uma importante avenida de Manaus, localizada no bairro da Chapada, recebeu o seu nome. Também em sua homenagem, o cientista Ernst-Josef Fitkau denominou como Djalmabatista um novo gênero de Quironomídeos (Chironomidae) encontrados na região Amazônica . 
A Escola Estadual Prof. Djalma da Cunha Batista localizada em Manaus no bairro Japiim também recebeu este nome em sua homenagem.
Pai do cineasta Djalma Limongi Batista.

## Publicações
| Título                                                                                    | Ano  | Onde foi publicado                           | Co-Autores                                                          |
| ----------------------------------------------------------------------------------------- | ---- | -------------------------------------------- | ------------------------------------------------------------------- |
| Aspectos epediomológicos da tuberculose no Amazonas                                       | 1953 | Boletin de La Oficina Sanitária Panamericana | Único                                                               |
| Estudo da Patogenicidade da Mansonella Ozzardi e da Sintomatologia da Mansonelose         | 1960 | Rev. Inst. Med. trop. São Paulo              | - Wallace Ramos Oliveira - Virgína Dupré Rabbello                   |
| Tripanosomídeos de Mamíferos da Região Amazônica em Macacos do Estado do Amazonas, Brasil | 1968 | Rev. Inst. Med. trop. São Paulo              | - Leonidas M. Deane - Joaquim Alves Ferreira Neto - Hertha de Souze |

## Obras
- O Complexo da Amazônia [5]
- Paludismo na Amazônia
- Codajás – Comunidade Amazônica
- Letras da Amazônia
- Da Habitabilidade da Amazônia

1. ↑  Hagenlund, L.K. (2010). «A new species of Djalmabatista Fittkau (Chironomidae, Tanypodinae) from Mato Grosso, Brazil. Biota Neotrop». Biota Neotropica. 10
2. ↑  BATISTA, Djalma Batista (1953). Boletin de La Oficina Sanitaria Panamericana (PDF). Washington: [s.n.] pp. 433–445
3. ↑  BATISTA, OLIVEIRA E RABELLO, Djalma, Wallace e Virgína (setembro-outubro 1960). Revista Do Instituto de Medicina Tropical de São Paulo. São Paulo: [s.n.] pp. 281–289 Verifique data em: |ano= (ajuda)
4. ↑  DEANE, Leonidas (janeiro-fevereiro, 1970). Rev. Inst. Med. trop. São Paulo: [s.n.] pp. 1–7. ISBN CDU 573.161.13 Verifique |isbn= (ajuda) Verifique data em: |ano= (ajuda)
5. ↑  BATISTA, Djalma (2007). O Complexo Da Amazonia. Manaus-AM: Valer, 2ª Edição. ISBN 978-8575121016